# ألكسندر أريس
ألكسندر أريس (بالبورمية: မြင့်ဆန်းအောင်، بالإنجليزية: Alexander Aris) (ولد في 12 أبريل 1973م) هو ناشط حقوق إنسان إنجليزي. ألكسندر هو الابن الأكبر لأون سان سو تشي ومايكل آريس، وهو أيضًا حفيد لأون سان الذي أسس الجيش البورمي الحديث، وتفاوض على استقلال بورما عن المملكة المتحدة في عام 1947 ورائد الديمقراطية في ميانمار.

## النشأة
ولدت أريس في 12 أبريل 1973ن في لندن المملكة المتحدة، من أبوين هما: أون سان سو تشي ومايكل أريس. ولد أخيه الأصغر كيم أريس في عام 1977. كان منزل عائلته يقع في بارك تاون شمال أوكسفورد. في مارس 1988 عادت والدته إلى بورما من أجل ممرض والدتها داو خين كي زوجة أونغ سان. لم تعد أون سان إلى أوكسفورد حتى يونيو 2012، بعد أن وضُعت قيد الإقامة الجبرية في بورما لأسباب سياسية في عام 1989.

## التعليم
تلقى ألكسندر تعليمه في مدرستين خاصتين في مدينته أكسفورد في جنوب إنجلترا هما: مدرسة التنين وهي مدرسة تحضيرية مختلطة لتعليم الصغار، تلتها مدرسة كلية مجدلين وهي مدرسة عليا للبنين، والتي غادرها في عام 1990. تخرج من جامعة شمال إلينوي في الولايات المتحدة وحصل على درجة الماجستير في العلوم الرياضية.

## حياته بعد احتجاز أمه
في عام 1989 تم تجريد الكسندر وشقيقه كيم من الجنسية البورمية من قبل المجلس العسكري الحاكم. علمًا أن الشقيقان يحملات الجنسية البريطانية.
في عام 1991 فازت والدة ألكساند أون سان سو تشي بجائزة نوبل للسلام على جهودها في بورما. في ذلك الوقت استلم ألكسندر أريس 18 عامًا وشقيقه كيم آريس 14 عامًا على الجائزة نيابة عن والدتهما. تم استخدام جائزة نوبل للسلام التي تبلغ قيمتها 1.3 مليون دولار أمريكي لإنشاء مشاريع خيرية صحية وتعليمية للشعب البورمي. على مر السنين حصل ألكسندر أريس العديد من الجوائز وقدم العديد من الخطابات نيابة عن والدته، شمل قبول جائزة مجموعة القانون الدولي لحقوق الإنسان، وقام بالترحيب بوصول الشعلة الأولمبية في إسبانيا، وحصوله على وسام الحرية الرئاسي.
بعد وفاة والده في عام 1999 زار ألكسندر والدته لفترة قصيرة.